# Batalla de Gaugamela
La batalla de Gaugamela, també coneguda com a batalla d'Arbela, es produí l'octubre del 331 aC a Gaugamela, al nord d'Arbela. Aquesta batalla va enfrontar les forces de l'Imperi Aquemènida, liderades per Darios III, i les del Regne de Macedònia, comandades per Alexandre el Gran, que van aconseguir derrotar l'exèrcit persa. Tot i que el rei aquemènida disposava de la superioritat numèrica, amb més carros amb falçs i elefants, l'habilitat tàctica d'Alexandre i la desorganització dels perses van inclinar la victòria. El territori va esdevenir la satrapia d'Arbelites que fou entregada per Alexandre al seu general Amfímac.

## Antecedents
Alexandre el Gran passà a l'Hel·lespont el 334 aC, per venerar les despulles del seu avantpassat mític Aquil·les a les ruïnes de Troia; allà inicià una conquesta sistemàtica de la costa de l'Àsia Menor. La primera batalla es produí al riu Granic el mateix any, i li foren lliurades les satrapies de Jònia i Lídia. Seguint la mateixa línia prengué Frígia, i la seva capital, Gòrdion, on tallà el famós nus gordià; conquistà la Cilícia i travessà les muntanyes del Taure a través de les portes de Cilícia.

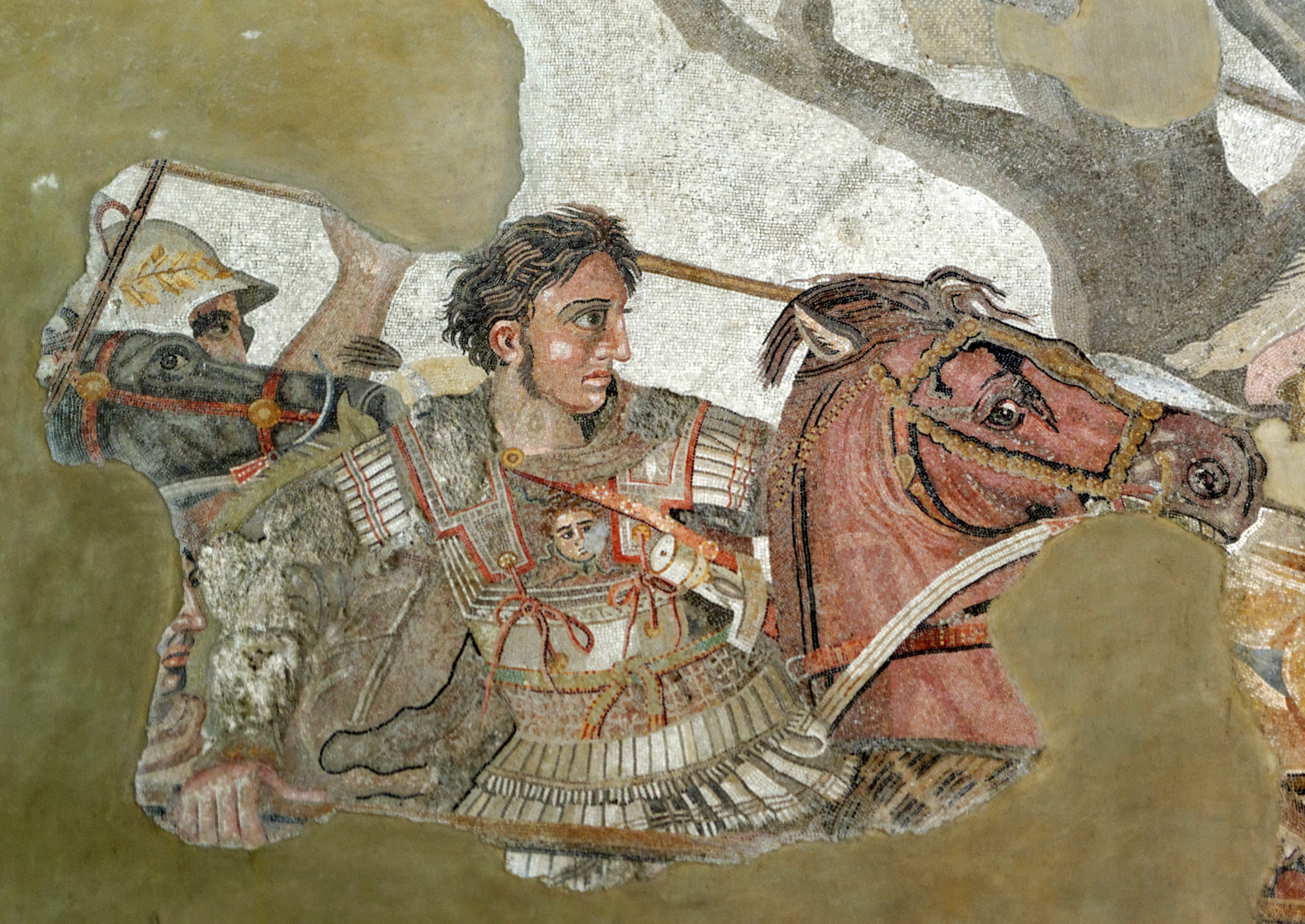
Alexandre el Gran lluitant contra Darios III a la batalla d'Issos. Detall del mosaic de la casa del Faune de Pompeia (Museu Arqueològic Nacional de Nàpols).

L'exèrcit persa l'esperava a Síria i presentà combat a Issos (333 aC), a la costa; la batalla fou una gran desfeta per als perses, que hi perderen un gran botí, i en la qual Darios III de Pèrsia va escapar però foren fetes presoneres la seva mare i la seva muller. La victòria a Issos obrí a Alexandre les portes de l'Orient Mitjà: dedicà l'any següent a la conquesta de Fenícia, on assetjà Tir i prengué Jerusalem, i conquerí Egipte on fundà una nova ciutat, Alexandria, la primera d'una llarga sèrie amb aquest nom. Allà, visità l'oracle de Zeus Ammon, el qual l'hi havia profetitzat grans victòries.
Darios va preparar un exèrcit enorme a Mesopotàmia per enfrontar-se als macedonis. Tot i que la majoria dels mercenaris grecs havien marxat deixant la infanteria afeblida, s'hi havien afegit les tropes de l'est de l'imperi: elefants indis, cavalleria escita i afgana, que se sumava a la cavalleria persa i els 200 carros escites.
Dominada tota la Mediterrània oriental, Alexandre assegurava Macedònia d'un atac naval persa, el 331 aC Alexandre va ordenar al seu exèrcit dirigir-se a la pròpia Pèrsia, i tornà cap al nord per presentar la batalla definitiva al gran rei Darios III de Pèrsia. Travessà l'Eufrates i el Tigris, i a finals de setembre, Alexandre va veure l'exèrcit persa, que tenia una superioritat numèrica d'u a quatre.

## Els exèrcits enfrontats
Segons Flavi Arrià, Darios III de Pèrsia disposava de 40.000 efectius de cavalleria i 1.000.000 d'infanteria, que Diodorus Siculus estima en 200.000 i 800.000 respectivament, mentre Plutarc esmenta 1.000.000 d'efectius sense desglossar-los i Curtius Rufus parla de 45.000 de cavalleria i 200.000 d'infanteria. Segons Arria, Diodorus, i Curtius, Darios tenia 200 carros, mentre que Arria esmenta 15 elefants de guerra. Darios parla de 2.000 hoplites, mercenaris grecs. Les fonts modernes estimen una xifra entre 52.000 a 120.000 homes.

### L'exèrcit macedoni
Alexandre el Gran va comandar un exèrcit amb tropes de Macedònia, Tràcia i dels aliats de la Lliga de Corint que, segons Arrià, de qui es creu que va confiar en el testimoni ocular de Ptolemeu, disposava de 7.000 homes de cavalleria i 40.000 d'infanteria. Els pezhetairoi, fonament de l'exèrcit macedoni, estaven armats amb una llança de sis metres, la sarissa i lluitaven en una formació profunda.
Els macedonis es van dividir en dos cossos, el costat dret sota el comandament directe d'Alexandre, i l'esquerra per Parmenió. Alexandre va lluitar amb els Companys, que estaven acompanyats pels peonis i la cavalleria lleugera macedònia. La cavalleria mercenària va ser dividida en dos grups, amb els veterans al flanc de la dreta, i la resta davant dels llançadors de javelina agrians i els arquers macedonis al costat de la falange. Parmenió estava a l'esquerra amb tessalis, mercenaris grecs i la cavalleria de Tràcia. Parmenió havia de contenir mentre Alexandre maniobrava a la dreta.
A la dreta del centre de la formació es van situar els mercenaris cretencs i al seu darrere un grup de cavalleria tessàlia comandada per Felip, i mercenaris d'Acaia. A la seva dreta es va situar una part de la cavalleria aliada. A partir d'aquí va venir la falange, que va ser col·locada en una doble línia disposada en sis batallons, comandats (de dreta a esquerra) pels generals Coenus, Perdicas d'Orèstia, Meleagre, Polispercó, Simmias i Cràter d'Orèstia. Superada en més d'un quilòmetre i mig de llarg, semblava inevitable que els macedonis foren flanquejats pels perses, i la segona línia, majoritàriament composta per mercenaris va rebre ordres de contrarestar els atacs pels flancs.

### L'exèrcit persa
Tot i que Darios tenia un important avantatge numèric, la major part de les seves tropes eren d'una qualitat inferior a les d'Alexandre, i l'única infanteria de qualitat eren els 10.000 hoplites grecs que van lluitar en formació de falange armats amb un pesat escut i llances de tres metres, i els 10.000 immortals perses amb llances de 2 metres de llarg. La resta de la infanteria persa estava mal entrenada i equipada amb armes més lleugeres, perquè històricament l'arma principal de l'exèrcit aquemènida va ser l'arc i el llançament de fletxes.
Darios es va posar en el centre amb la seva millor infanteria seguint la tradició dels reis perses, envoltat a la seva dreta per la cavalleria cària, els mercenaris grecs, i la cavalleria de la guàrdia persa. A la dreta del centre es van posar els immortals, la cavalleria índia i els arquers amardis. A ambdós flancs se situà la cavalleria amb Bessos de Bactriana al flanc esquerre amb els bactrians, Dahae, Arachosian, perses, Susi, Cadusian, i els escites. Els carros es van col·locar al davant amb un petit grup de bactrians. Mazaeus va comandar el flanc dret amb la cavalleria siriana, de Mèdia, babilònia, parta, sacia, Tapuria, hircana, albanesa, sacèsia, de Capadòcia i armènia. Els capadocis i armenis es van situar davant de les altres unitats de cavalleria, i van conduir l'atac. La cavalleria albanesa i sacèsia es va enviar per envoltar el flanc esquerre macedoni.

## Batalla
| «                   | Alexandre es mereix la glòria que ha gaudit durant tants segles, i entre totes les nacions, però què hagués passat si hagués sigut vençut a Arbela amb l'Eufrates, el Tigris, i els deserts al seu darrere, sense refugis, a nou-centes llegües de Macedònia? | » |
| — Napoleó Bonaparte | |   |

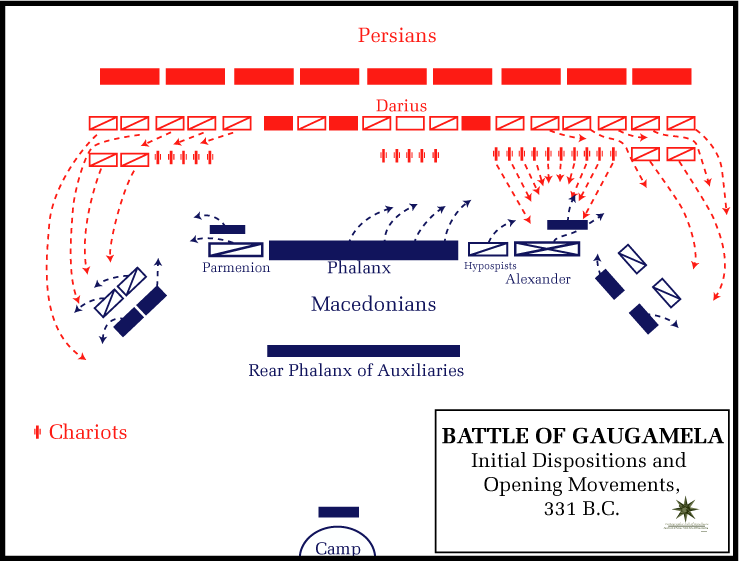
Disposició inicial i primers moviments

Alexandre el Gran va començar la batalla ordenant a la seva infanteria marxar en formació de falange cap al centre de la línia enemiga, amb les ales en angles de 45 graus per atraure els atacs de la cavalleria persa contra els flancs. Mentre la falange va combatre la infanteria persa, Darios va enviar una gran part de la seva cavalleria i alguns dels seus regulars d'infanteria per atacar les forces de Parmenió. El propòsit d'Alexandre era atraure la major quantitat possible de cavalleria persa als costats per crear una escletxa a la línia enemiga i colpejar en el centre. Això requeria dur la iniciativa i maniobrar en el moment perfecte.
Darios va enviar els seus carros, alguns dels quals van ser interceptats pels llançadors de javelines, però l'exèrcit macedoni s'havia preparat per contrarestar els carros, obrint les primeres línies i sent aturats per les llances de les files del darrere, quan els conductors i cavalls podien ser fàcilment eliminats, perdent els carros la seva capacitat ofensiva.
Com els perses en el seu atac es van moure cap als flancs de macedonis, Alexandre es va retirar a la seva rereguarda amb els Companys per preparar l'atac decisiu sobre els perses. Obrint el camí, va formar les seves unitats en una falca gegant, i al seu darrere es van situar la seva guàrdia i els batallons de falange que va poder distreure de la batalla. Alexandre va prendre la major part de la seva cavalleria i es va moure en paral·lel la línia del front de Darios. Veient el moviment, Darios va ordenar a la seva cavalleria bloquejar Alexandre sense saber que havia amagat peltastes armats amb fones, javelines i arcs darrere la seva cavalleria. Alexandre lentament va girar en angle cap a la host persa fins que finalment va obrir una esquerda entre Bessos de Bactriana i Darios, i Alexandre va enviar la seva força de cavalleria per obrir l'esquerda en la línia persa en una formació de falca mentre els peltastes atacaven la cavalleria.
La infanteria del centre continuava lluitant contra les falanges, que es va estavellar a la dreta de l'afeblit centre persa, eliminant la guàrdia real i els mercenaris grecs. Bessus, veient-se aïllat de Darios, va començar a retirar les seves forces, i Darios, veient-se en perill va fugir amb la resta del seu exèrcit. Alexandre, en comptes de perseguir-lo, en conèixer que Parmenió patia baixes al flanc esquerre, va prendre la decisió d'ajudar-lo per perseguir més tard al rei fugitiu.
Mentre que l'esquerra es mantenia, la cavalleria persa i índia va obrir una esquerda entre l'esquerra i el centre de la línia macedònia, però en lloc d'atacar la falange o a Parmenió pel darrere, va seguir cap al campament per saquejar-lo i rescatar la reina mare, Sisigambis, que es va negar a anar amb ells. En tornar van matar a més de 60 hetairoi. Com el centre i Darios fugien, Mazaeus també va començar a retirar les seves forces, com va fer Bessos. A diferència de l'esquerra de Bessos, els perses aviat van caure en el desordre quan la cavalleria tessàlia va carregar contra els fugitius.

## Conseqüències
Darios III de Pèrsia fugí cap a la Imperi Mede, mentre Alexandre ocupava Babilònia, Susa, Pasàrgada i Persèpolis, progressivament. Finalment Darios va ser traït pels seus nobles i assassinat a la Bactriana.
Quan tot l'imperi persa va caure en les seves mans, Pèrsia entrà dins l'òrbita hel·lenitzant d'Alexandre i de les dues dinasties dels selèucides i dels arsàcides tot i que Alexandre va adoptar el tipus de cort i la condició d'un príncep oriental, factor que va provocar una violenta oposició entre el grup dels seus generals macedònics; la conjura contra ell fou resolta amb l'execució de Parmeni, un dels seus generals més antics ja des del regnat del seu pare. També aquesta conjura va ser la raó de la mort de Filotas, fill de Parmenió, i Amintas, cosí d'Alexandre considerat pels insurgents com el legítim rei (Filip va arribar al tron perquè el seu germà, el regent de Macedònia, havia mort i el seu fill, Amintas, era encara molt jove per a governar).
Després de l'assassinat de Darios, Alexandre va honorar el seu rival i enemic, i va perseguir els seus assassins, envaint la Bactriana on es casà amb la princesa Roxana, i portà el seu exèrcit a travessar el Hindu Kush i a dominar la vall de l'Indus, amb la sola resistència del rei Poros d'Hidaspes, al que va derrotar en la batalla del riu Hidaspes. La seva marxa només fou detinguda per la resistència passiva de l'exèrcit, que no volgué anar més enllà de l'Hidaspes. Alexandre tornà enrere dividint l'exèrcit en dos grups, un que tornà per mar al golf Pèrsic, amb l'estol de l'almirall Nearc, i el segon tornà per terra amb ell.